# Verticordia picta
Verticordia picta är en myrtenväxtart som beskrevs av Stephan Ladislaus Endlicher. Verticordia picta ingår i släktet Verticordia och familjen myrtenväxter. Inga underarter finns listade i Catalogue of Life.